# Gallardet negre
El gallardet negre (Selysiothemis nigra) és una espècie d'odonat anisòpter de la família Libellulidae que es distribueix per Àsia central, Orient Mitjà i als voltants del mar Negre i Mediterrani, incloent illes com les Balears. Es troba a Catalunya.
Es tracta d'una espècie migradora, capaç de reproduir-se en aigües permanents i temporals i salobres. Prefereixen aigües estancades costaneres o en zones desèrtiques, poc profundes i sense ombra, encara que les poblacions més estables s'han trobat en llacs profunds a l'interior d'Espanya.